# دانييل هولي
دانييل هولي (بالإنجليزية: Daniel Hollie)‏ هو مصارع محترف أمريكي، ولد في 3 أكتوبر 1977 في سيمور في الولايات المتحدة.

## وصلات خارجية
- دانييل هولي على موقع WrestlingData.com (الإنجليزية)
- دانييل هولي على موقع CageMatch worker (الإنجليزية)
- دانييل هولي على موقع قاعدة بيانات المصارعة على الإنترنت (الإنجليزية)
- دانييل هولي على موقع عالم المصارعة على الإنترنت (الإنجليزية)
- دانييل هولي على موقع عالم المصارعة على الإنترنت (الإنجليزية)

- دانييل هولي على موقع IMDb (الإنجليزية)